# Culoptila aguilerai
Culoptila aguilerai is een fossiele soort schietmot uit de familie Glossosomatidae. De soort is gevonden in het Neotropisch gebied.